# ماته پاویچ
 ماته پاویچ (انگلیسی: Mate Pavić؛ زادهٔ ۴ ژوئیهٔ ۱۹۹۳) یک تنیس‌باز اهل کرواسی است.